# 哈威带睾吸虫
哈威带睾吸虫（学名：Zonorchis hartwichi）为双腔科带睾属的动物。分布于越南以及中国大陆的云南等地，营寄生生活，宿主白领八哥以及与普通八哥的肝脏、胆管与胆囊。